# Isaac Smith Kalloch
Pour les articles homonymes, voir Kalloch.
Isaac Smith Kalloch (né le 10 juillet 1832 à Rockland (Maine), mort le 9 décembre 1887 à Bellingham dans l'État de Washington) est un homme politique américain démocrate. Il a été maire de San Francisco entre 1879 et 1881.

## Biographie
Il était venu en Californie pour prêcher la religion baptiste. Il est mort du diabète à l'âge de 55 ans.